# حداء (لودر)

تعديل مصدري - تعديل

حداء هي إحدى قرى عزلة زارة بمديرية لودر التابعة لمحافظة أبين، بلغ تعداد سكانها 378 نسمة حسب تعداد اليمن لعام 2004.